# 얀 라슈투프카
얀 라슈투프카(Jan Laštůvka, 1982년 7월 7일 ~ )는 현재 체코의 바니크 오스트라바에서 뛰고 있는 체코 출신의 축구 선수이다.

## 클럽 경력
라슈튜프카는 체코의 팀인 FC 카르비나에서 그의 프로 경력을 시작했으며 이듬해인 2000년 여름에 바닉 오스트라바와 4년 계약에 서명했다. 2003년에는 체코 축구 협회로부터 '올해의 재능'상을 수상했으며 2003-2004 시즌에는 바닉 오스트라바의 일원으로 체코 리그인 감브리누스리가에서 우승했다.

### 샤흐타르 도네츠크
그의 다음 행선지는 샤흐타르 도네츠크였다. 이 시기에 그는 UEFA 챔피언스리그와 UEFA 컵에도 몇 차례 출장했다.

### 풀럼
라슈투프카는 2006년 8월 31일 이적시장 마감 직전에 풀럼 FC에 임대로 합류했다. 2006년 12월 2일 블랙번 로버스 FC에게 2-0으로 패한 경기에서 리그 데뷔를 했다.

### VfL 보훔
우크라이나 리그에는 매 경기 최소 4명 이상의 자국 선수들이 경기에 나서야 한다는 규정이 있었고 따라서 샤흐타르 도네츠크는 라슈투프카를 2007-2008 시즌까지 VfL 보훔으로 임대를 보냈다. 그는 주전 골키퍼로서 시즌을 시작했지만 경기중의 몇 실수들로 인해 그의 입지가 흔들렸다. 부상 후에 주전 자리를 빼앗겼으나 그의 자리를 차지한 레네 레노역시 실책들을 범하는 바람에 겨울 휴식기 동안 다시 주전 경쟁을 할 기회를 얻었다. 주전 경쟁에서 승리한 라슈투프카는 겨울 휴식기 후 SV 베르더 브레멘과의 경기에서 아주 좋은 모습을 보이며 독일 키커지가 선정한 Team of the Day에 이름을 올렸다. 시즌 말미에 보훔은 라슈투프카의 완전이적을 원했으나 4백만 유로에 달하는 그의 이적료 때문에 무산되었고 대신 보훔은 PAOK FC의 포르투갈 키퍼 다니엘 페르난데스를 영입했다.

### 웨스트햄 유나이티드
라슈투프카는 2008년 8월 3일 웨스트 햄 유나이티드 FC와 1년 임대 계약에 서명했다. 그러나 그는 단 1경기의 출장 기록을 남기고 원소속팀으로 복귀했다.

### 드니프로
2009년 8월 4일, 라슈투프카는 3백만 유로의 이적료로 FC 드니프로 드니프로페트로우스크와 3년 계약을 맺고 이적했다.
7시즌 동안 팀의 일원으로 뛰었으며 2016년 여름에 구단을 떠났다.

### MFK 카르비나
2016년 8월 4일 1년 계약으로 체코의 MFK 카르비나에 입단했다.

## 국가대표 경력
2010년 5월에 처음으로 국가대표팀에 소집되었으며 2011년 9월 3일에 햄던 파크에서 열린 스코틀랜드와의 UEFA 유로 2012 예선 경기에서 그의 첫 풀타임 데뷔전을 가졌다.

## 수상 경력

### 클럽

##### 바닉 오스트라바
- 감브리누스리가 : 우승 2003-2004

### 개인
- 2003 Talent of the Year